# Stenaelurillus hirsutus
Stenaelurillus hirsutus là một loài nhện trong họ Salticidae.
Loài này thuộc chi Stenaelurillus. Stenaelurillus hirsutus được Roger de Lessert miêu tả năm 1927.